# Aleksandar Hristov
Aleksandar Hristov, född den 28 juli 1964 i Plovdiv, Folkrepubliken Bulgarien, är en bulgarisk boxare.
Hristov tog OS-silver i bantamviktsboxning 1988 i Seoul. I finalen förlorade han mot Kennedy McKinney från USA med 0-5.